# Élections législatives de 1973 dans le Territoire de Belfort
Les élections législatives françaises de 1973 se déroulent les 4 et 11 mars 1973.
Dans le département du Territoire de Belfort, deux députés sont à élire dans le cadre de deux circonscriptions.

## Élus
| Circonscription | Député sortant                          | Parti | Parti | Député élu ou réélu     | Parti | Parti |
| --------------- | --------------------------------------- | ----- | ----- | ----------------------- | ----- | ----- |
| 1re             | André Tisserand                         |       | UDR   | Jean-Pierre Chevènement |       | PS    |
| 2e              | Paul Robert suppléant Jean-Marie Bailly |       | UDR   | Raymond Forni           |       | PS    |

## Résultats

### Résultats à l'échelle du département
| Parti                 | Parti                                   | Premier tour | Premier tour | Second tour | Second tour | Sièges |
| Parti                 | Parti                                   | Voix         | %            | Voix        | %           | Sièges |
| --------------------- | --------------------------------------- | ------------ | ------------ | ----------- | ----------- | ------ |
|                       | Parti socialiste                        | 19 640       | 36,68        | 31 319      | 54,83       | 2      |
|                       | Parti communiste français               | 6 404        | 11,96        | Retrait     | Retrait     | 0      |
|                       | Union de la gauche                      | 26 044       | 48,65        | 31 319      | 54,83       | 2      |
|                       |                                         |              |              |             |             |        |
|                       | Union des démocrates pour la République | 18 970       | 35,43        | 25 798      | 45,17       | 0      |
|                       | Divers droite                           | 1 587        | 2,96         |             |             | 0      |
|                       | Union des républicains de progrès       | 20 557       | 38,40        | 25 798      | 45,17       | 0      |
|                       |                                         |              |              |             |             |        |
|                       | Mouvement réformateur                   | 4 888        | 9,13         |             |             | 0      |
|                       | Lutte ouvrière                          | 1 485        | 2,77         | 0           |             |        |
|                       | Front national                          | 564          | 1,05         | 0           |             |        |
|                       |                                         |              |              |             |             |        |
| Inscrits              | Inscrits                                | 67 769       | 100,00       | 67 739      | 100,00      | 2      |
| Abstentions           | Abstentions                             | 12 919       | 19,06        | 9 152       | 13,51       |        |
| Votants               | Votants                                 | 54 850       | 80,94        | 58 587      | 86,49       |        |
| Blancs et nuls        | Blancs et nuls                          | 1 312        | 2,39         | 1 470       | 2,51        |        |
| Exprimés              | Exprimés                                | 53 538       | 97,61        | 57 117      | 97,49       |        |
| Source : Data.gouv.fr |                                         |              |              |             |             |        |

### Résultats par circonscription

#### Première circonscription (Belfort)
| Candidat       | Candidat                    | Parti          | Premier tour | Premier tour | Second tour | Second tour |  |
| Candidat       | Candidat                    | Parti          | Voix         | %            | Voix        | %           |  |
| -------------- | --------------------------- | -------------- | ------------ | ------------ | ----------- | ----------- |  |
|                | Jean-Pierre Chevènement élu | PS (UGSD)      | 10 883       | 35,75        | 17 675      | 54,55       |  |
|                | André Tisserand sortant     | UDR (URP)      | 10 311       | 33,87        | 14 728      | 45,45       |  |
|                | Colette Maillot             | PCF            | 3 901        | 12,81        | Retrait     | Retrait     |  |
|                | Jacques Dreyfus-Schmidt     | MR             | 2 485        | 8,16         |             |             |  |
|                | Philippe Garot              | Divers droite  | 1 587        | 5,21         |             |             |  |
|                | Denis Vernaz                | LO             | 710          | 2,33         |             |             |  |
|                | Louis Botella               | FN             | 564          | 1,85         |             |             |  |
|                |                             |                |              |              |             |             |  |
| Inscrits       | Inscrits                    | Inscrits       | 38 863       | 100,00       | 38 847      | 100,00      |  |
| Abstentions    | Abstentions                 | Abstentions    | 7 672        | 19,74        | 5 575       | 14,35       |  |
| Votants        | Votants                     | Votants        | 31 191       | 80,26        | 33 272      | 85,65       |  |
| Blancs et nuls | Blancs et nuls              | Blancs et nuls | 750          | 2,4          | 869         | 2,61        |  |
| Exprimés       | Exprimés                    | Exprimés       | 30 441       | 97,6         | 32 403      | 97,39       |  |

#### Deuxième circonscription (Delle)
| Candidat       | Candidat                  | Parti          | Premier tour | Premier tour | Second tour | Second tour |  |
| Candidat       | Candidat                  | Parti          | Voix         | %            | Voix        | %           |  |
| -------------- | ------------------------- | -------------- | ------------ | ------------ | ----------- | ----------- |  |
|                | Raymond Forni élu         | PS (UGSD)      | 8 757        | 37,91        | 13 644      | 55,21       |  |
|                | Jean-Marie Bailly sortant | UDR (URP)      | 8 659        | 37,49        | 11 070      | 44,79       |  |
|                | René Jouquez              | PCF            | 2 503        | 10,84        |             |             |  |
|                | Claude Girardot           | CD (MR)        | 2 403        | 10,4         |             |             |  |
|                | Jean-Claude Louis         | LO             | 775          | 3,36         |             |             |  |
|                |                           |                |              |              |             |             |  |
| Inscrits       | Inscrits                  | Inscrits       | 28 906       | 100,00       | 28 892      | 100,00      |  |
| Abstentions    | Abstentions               | Abstentions    | 5 247        | 18,15        | 3 577       | 12,38       |  |
| Votants        | Votants                   | Votants        | 23 659       | 81,85        | 25 315      | 87,62       |  |
| Blancs et nuls | Blancs et nuls            | Blancs et nuls | 562          | 2,38         | 601         | 2,37        |  |
| Exprimés       | Exprimés                  | Exprimés       | 23 097       | 97,62        | 24 714      | 97,63       |  |